# کارمین پارلاتو
کارمین پارلاتو (انگلیسی: Carmine Parlato؛ زادهٔ ۷ ژوئن ۱۹۷۰) بازیکن فوتبال اهل ایتالیا است.
از باشگاه‌هایی که در آن بازی کرده‌است می‌توان به باشگاه فوتبال پادوا، باشگاه فوتبال لاتینا، و باشگاه فوتبال آولینو اشاره کرد.